# R25「ナイスQ」編集部
『R25「ナイスQ」編集部』（アールにじゅうご ナイスキューへんしゅうぶ）は、2008年10月4日から2009年3月28日までTBSラジオで放送されていたラジオ番組である。
当時リクルートが発行していたビジネスマン向けのフリーマガジン『R25』との連動目的で企画された番組。同誌のウェブサイト版である『R25.jp』に寄せられた、物事の本質を突いた質問を「ナイスQ」と称して紹介し、同時に同誌編集部員がそれらについて調べてきた結果もラジオ放送で伝えていた。パーソナリティは、『R25.jp』兼『R25式モバイル』編集長の藤井大輔と女優・モデルの加藤夏希が務めていた。
番組は基本的に毎週土曜 21:00 - 21:25 （日本標準時）に放送されていたが、プロ野球ナイター中継（クライマックスシリーズ・日本シリーズ）の影響で放送休止になる場合があった。